# Pyozia
Pyozia é um gênero de eupelicossauro do Permiano Médio da Rússia. Há uma única espécie descrita para o gênero Pyozia mesenensis.